# 复活节学期
复活节学期（Easter term）是指英国和爱尔兰一些大学的夏季学期，通常从每年四月至六月，等同于牛津大学的圣三一学期。使用这个术语的大学包括：
- 剑桥大学
- 杜伦大学
- 伦敦政治经济学院
- 伦敦大学国王学院
- 威尔士大学兰彼得学院
- 威尔士暨亚伯里斯威斯大学
- 艾希特大學
- 利物浦大学